# Chambre commune
Pour plus de détails, voir Fiche technique et Distribution.
Chambre commune (Wspólny pokój) est un film polonais réalisé par Wojciech Has, sorti en 1960. Le scénario est inspiré de la nouvelle de Zbigniew Uniłowski.

## Fiche technique
- Titre original : Wspólny pokój
- Titre français : Chambre commune
- Réalisation et scénario : Wojciech Has
- Costumes : Jerzy Skarżyński et Alicja Waltos
- Photographie : Stefan Matyjaszkiewicz
- Montage : Zofia Dwornik
- Musique : Lucjan Kaszycki
- Pays d'origine : Pologne
- Format : Noir et blanc - 35 mm - Mono
- Genre : drame
- Durée : 92 minutes
- Date de sortie :
  - Pologne : 8 février 1960

## Distribution
- Mieczysław Gajda : Lucjan Salis
- Gustaw Holoubek : Dziadzia
- Adam Pawlikowski : Zygmunt Stukonis
- Anna Lubienska : mademoiselle Leopard
- Beata Tyszkiewicz : Teodozja
- Irena Netto : Stukonisowa
- Zdzislaw Maklakiewicz : l'étudiant en droit Józef Bednarczyk